# Ostearius melanopygius
Ostearius melanopygius là một loài nhện trong họ Linyphiidae. Chúng được Octavius Pickard-Cambridge miêu tả năm 1879.

## Hình ảnh

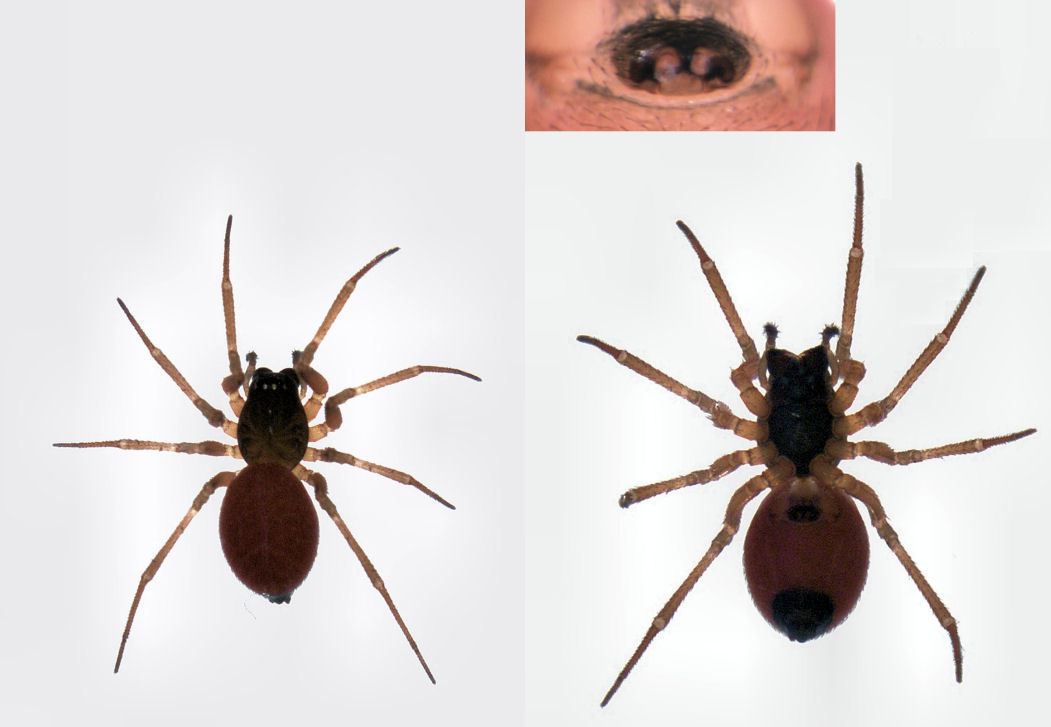